# Xanthomima biquadrata
Xanthomima biquadrata là một loài bướm đêm trong họ Geometridae.